# تم موسیقی شفت
«تم موسیقی شَفت» (به انگلیسی: Theme from Shaft) ترانهٔ اصلی فیلم شفت اثر هنرمند اهل ایالات متحده آمریکا آیزاک هیز است که سال ۱۹۷۱ میلادی منتشر شد. سبک ترانه سول متأثر از فانک است.
نسخهٔ تک‌آهنگ این ترانه توفیق بسیار کسب کرد و توانست رتبهٔ دوم بیلبورد سول و رتبهٔ نخست ۱۰۰ آهنگ داغ بیلبورد را در ماه نوامبر ۱۹۷۱ از آنِ خود کند. سال بعد نیز برندهٔ جایزه اسکار بهترین ترانه شد که نخستین افتخاری در این عرصه بود که نصیب یک هنرمند آفریقایی-آمریکایی می‌شد. سال ۲۰۰۴ نسخهٔ اصلی ترانه در جایگاه ۳۸اُم از فهرست ۱۰۰ سال... ۱۰۰ ترانه به انتخاب مؤسسه فیلم آمریکا قرار گرفت.